# Benetutti
Benetutti je italská obec v provincii Sassari v oblasti Sardinie.
V roce 2012 zde žilo 1 970 obyvatel.

## Sousední obce
Bono, Bultei, Nule, Nuoro (NU), Oniferi (NU), Orani (NU), Orune (NU), Pattada, Orotelli (NU)

## Vývoj počtu obyvatel
Zdroj: 